# Louis Choi
Louis Choi（韩语:루이스 초이，罗马拼音：Louis Choi），韩国假声男高音歌唱家、音乐剧演员。
2007年以音乐剧《Mio mein Mio》出道。2010年9月回到韩国之后，因出演音乐剧《法里内利》中的阉伶歌手法里内利一角而名声大噪；2017年3月出演《看见你的声音4》，演唱实力获得业界认可与好评；已发行个人EP《请允许我放声痛哭》、首张正式专辑《回忆序曲》、《四季系列：春》、《四季系列：夏》等。
曾获德国Lions Club国际声乐大赛特别奖、韩国UNITED文化财团年度艺术家大奖等多项国内外大奖。

## 成长背景
路易斯·崔出生于韩国，本科毕业于韩国国内的音乐教育专业。大学毕业之后，曾在韩国某小学担任过两年半的音乐教师，后留学于德国。2010年9月学成归国，以音乐剧《法里内利》一跃成为韩国代表性的假声男高音歌唱家 ，2017年3月因出演《看见你的声音4》更加备受关注。

## 教育背景
- 2006-2008 德国杜塞尔多夫舒曼音乐学院 歌剧专业硕士学位
- 2008-2010 德国杜塞尔多夫舒曼音乐学院 最高演奏家博士学位
- 2009.3 德国莱茵茨基金会巴洛克音乐“亨德尔在阿卡迪亚州” 结业

## 工作经历
- 首尔综合艺术职业学校音乐艺术系 兼职教授
- 德国ColVoc乐团成员
- Bel Canto Artist

## 演艺活动
- 2015-2016    音乐剧《法里内利》 韩国巡演
- 2015.8          音乐剧《法里内利》中国上海KBEE+日本大阪
- 2015.10        日本个人演唱会
- 2016.8          音乐剧《拉赫玛尼诺夫》迷你音乐会
- 2016.12.12     个人演唱会《法里内利》
- 2017.9.16      个人独唱会《The Story》

## 综艺节目
- 2016.11 TBS Radio 金美花&罗善弘的愉快会谈
- 2016.12 SBS Radio 李淑京的Love FM
- 2017.3 Mnet/tvN 大反转音乐推理秀《看见你的声音4》第五期

## 主要作品
- 2012    首张EP 《请允许我放声痛哭》
- 2014    首张正式专辑 《回忆序曲》
- 2015    
  - MBC偶像剧《命中注定我爱你》ost
  - 美国爵士宗师Bob James名曲《Put Your Hearts Together》:韩文版
  - 音乐剧《法里内利》ost
- 2016    音乐剧《法里内利》实况ost
- 2017.5 《四季系列：春》专辑封面
- 2017.8 《四季系列：春》专辑封面

## 社会活动
- 2012.3.20-2015.3.20 大韩民国大田广域市志愿服务联合会 宣传大使

## 获奖经历
- 2008 德国DAAD奖学金
- 2008.12.10 Schmolz+Bikenbach经典音乐大赛 三等奖
- 2009.5.3 德国Loins Club国际声乐大赛特别奖
- 2011.12.18 韩国UNITED文化财团年度艺术家大奖
- 2013.3.13 第三届韩流大奖颁奖典礼文化艺术领域文化艺术大奖
- 2013.5.3 大韩民国市民大奖颁奖典礼声乐外交发展功劳大奖
- 2013.8.16 大韩民国忠孝大奖声乐教育最优秀大奖
- 2015.8 第四届首尔音乐剧庆典Yegreen大奖年度新人奖
- 2015.9 第九届音乐剧大奖新人男演员奖